# Tipula leiocantha
Tipula leiocantha är en tvåvingeart som beskrevs av Alexander 1959. Tipula leiocantha ingår i släktet Tipula och familjen storharkrankar. Inga underarter finns listade i Catalogue of Life.